# لويز إدواردو سانتانا بريتو
لويز إدواردو سانتانا بريتو (بالبرتغالية: Luiz Eduardo Santana Brito‏) (21 سبتمبر 1982 بريو دي جانيرو في البرازيل - ) هو لاعب كرة قدم برازيلي في مركز الوسط. لعب مع نادي أتروميتوس وP.A.E. G.S. Diagoras ‏ وApollon Kalamarias ‏ وNiki Volos F.C. ‏ وJacareí Atlético Clube ‏.

## وصلات خارجية
- لويز إدواردو سانتانا بريتو على موقع قاعدة بيانات كرة القدم.إي يو (الإنجليزية)
- لويز إدواردو سانتانا بريتو على موقع Soccerway.com (الإنجليزية)